# Ernest Labrousse
Pour les articles homonymes, voir Labrousse.
Camille-Ernest Labrousse (Barbezieux en Charente, 16 mars 1895 – Paris 5e, 23 mai 1988,), est un historien français, spécialiste de l’histoire économique et sociale, militant anarchiste puis socialiste.
Figure de l'école historique française du XXe siècle, dont l'un des courants, centré sur une histoire économique quantitative et une histoire sociale attentive aux structures, est d'ailleurs qualifié de « labroussien », il a dirigé de nombreux historiens et historiennes, comme Pierre Chaunu, Maurice Agulhon, Michelle Perrot, Alain Corbin, Madeleine Rebérioux ou encore Emmanuel Le Roy Ladurie.

## Biographie

### Jeunesse et études
Né dans une famille d'artisans, Ernest Labrousse est, en 1911, secrétaire du Groupe d’études sociales de Barbezieux, qui s’affilie à la Fédération révolutionnaire communiste (FRC) rebaptisée Fédération communiste anarchiste (FCA) dont il devient le secrétaire pour l’Ouest de la France avant de rejoindre à Paris l’École de propagande de la FCA.
Ernest Labrousse étudie au lycée Élie Vinet, ensuite l'histoire à la Sorbonne en suivant notamment les cours d'Aulard, s'intéresse à l'économie politique quand il prépare son DES en 1913. 
Il est incorporé le 18 décembre 1914 au 34e régiment d'infanterie. Il est finalement réformé le 29 juin 1915 par décisions de la commission spéciale de Bordeaux qui sera ultérieurement confirmée.
Après l'interruption de la guerre, il s'inscrit à la faculté de droit de Paris en 1919 car son sujet de thèse, La législation sociale révolutionnaire de 1789 à l'an III, l'oblige à bifurquer vers cette filière. Toutefois, en 1926, il réoriente son travail en revenant à l'histoire économique proprement dite.

### Parcours professionnel
Ernest Labrousse est nommé directeur d'études à la IV° section de l'École pratique des hautes études en 1938, à la demande de Marc Bloch. 
Il enseigne également à l'Institut d'études politiques de Paris. Il dispense notamment un cours sur l'histoire du socialisme.
Sa bibliothèque personnelle est désormais conservée par la bibliothèque de l'Université Paris 8 Vincennes Saint-Denis.
Il reçoit en 1964 le titre de docteur honoris causa de l'université Jagellonne de Cracovie.
En 1979, il reçoit le prix Balzan pour l'histoire (ex æquo avec Giuseppe Tucci). Succédant en 1982 à Albert Soboul à la présidence des Annales historiques de la Révolution française, dite « Société des études robespierristes » fondées par Mathiez en 1907, il assure cette charge jusqu'à sa mort. Il est le premier président de la Société d'études jaurésiennes de 1959 à la fin de 1981.

## Prises de positions

### Engagement politique
Labrousse, d'une manière très personnelle, est aussi resté toute sa vie un militant socialiste très actif. Journaliste à L'Humanité, adhérent à la  SFIO dès 1916, il rejoint le PCF après le congrès de Tours, avant de retourner chez les socialistes en 1925. Pendant la Seconde Guerre mondiale, il participa à la reconstitution clandestine de la SFIO. Directeur de la Revue socialiste de 1946 à 1954, il dirige brièvement le cabinet de Léon Blum vice-président du conseil en 1948. 
Membre du PSU au début des années 1960, il quitte définitivement l'activité politique en 1967 sans abandonner ni son idéal marxiste, ni la défense des droits de l'homme. Influencé par ses engagements, Labrousse ne peut, pour cette raison, être classé comme un membre à part entière de l’École des Annales, même s'il doit à Marc Bloch sa nomination comme directeur d'études à la IV° section de l'École pratique des hautes études en 1938.

### Lutte contre le négationnisme
En février 1979, il fait partie des 34 signataires de la déclaration rédigée par Léon Poliakov et Pierre Vidal-Naquet pour démonter la rhétorique négationniste de Robert Faurisson.

## Apports
Tard venu en histoire, Labrousse joue cependant un rôle très important dans l'évolution de l'historiographie française.
Il décide de se consacrer, sous l'influence de François Simiand à l'histoire économique. Publiée en 1933, son Esquisse du mouvement des prix et des revenus en France au XVIIIe siècle réalise une mutation scientifique irréversible dans ce domaine, notamment par les règles rigoureuses qu'il impose à sa méthode de recherche. Celle-ci sert même d'exemple dans d'autres domaines d'analyse historique (démographie, phénomènes socio-culturels etc.).
Succédant à Marc Bloch à la Sorbonne après la guerre (il occupe alors la chaire d'histoire économique et sociale), Labrousse publie en 1944 son ouvrage le plus célèbre, la Crise de l'économie française à la fin de l'Ancien Régime et au début de la Révolution. Il y démontre de manière magistrale que l'histoire des prix est inséparable de l'histoire sociale car « le prix du pain est la boussole des fabriques ». Cette étude fait ressortir l'enchaînement des crises de subsistance (qu'on qualifie de modèle de « crise classique » de l'Ancien Régime) mais aussi leurs répercussions sur l'industrie (par la variation de la demande et la pression en retour, à la baisse, sur le volume de l'emploi).
Labrousse a orienté durablement la recherche historique vers l'histoire sociale (cf. le volume d'hommage qui lui a été offert, Conjoncture économique et structures sociales, 1975). Il a mis au point un modèle d'analyse en trois paliers : économique, social et mental. Il est de fait l'inventeur de l'histoire sérielle et quantitative, méthode faisant appel à des outils statistiques ayant eu une grande influence en histoire économique. Ernest Labrousse a influencé de cette façon toute une génération de chercheurs en France et à l'étranger (cliométrie). Ses études, véritable travail de Sisyphe, inachevées pour une bonne part, compte tenu des moyens techniques limités de l'époque où elles ont été amorcées, ont connu un accroissement de perspective lorsque l'ordinateur est venu à la rescousse de l'historien.
Il forma toute une génération d'historiens, exerçant son magistère sur une part importante de l'université française. Ayant divisé la France en départements d'étude, il donne à ses étudiants un programme commun : étudier les évolutions économiques et sociales dans la perspective d'une explication de la vie politique. Ce projet amena à une certaine histoire globale de la France, et Pierre Chaunu affirma qu'au début des années 1970 « toute l'école historique française est labroussienne ». Parmi les thèses dirigées par Labrousse, on peut citer :
- René Baehrel, Une croissance : la Basse-Provence rurale, 1961.
- Jean Bouvier, Naissance d’une banque : le Crédit lyonnais, 1961.
- Georges Dupeux, Aspects de l’histoire sociale et politique du Loir-et-Cher, 1962.
- Pierre Vilar, La Catalogne dans l’Espagne moderne. Recherches sur les fondements économiques des structures nationales. 1962.
- Emmanuel Le Roy Ladurie, Les paysans de Languedoc, 1966.
- Pierre Deyon, Amiens, capitale provinciale, étude sur la société urbaine au XVIIe siècle, 1967.
- Bartolomé Bennassar, Valladolid au siècle d’or, 1967.
- Maurice Agulhon, Pénitents et Francs-Maçons de l'ancienne Provence, 1968.
- Adeline Daumard, La bourgeoisie parisienne de 1815 à 1848, 1969.
- Maurice Garden, Lyon et les Lyonnais au XVIIIe siècle, 1970.
- Paul Bois, Paysans de l’Ouest, des structures économiques et sociales aux options politiques depuis l’époque révolutionnaire, 1970.
- François Lebrun, Les hommes et la mort en Anjou aux XVIIe et XVIIIe siècles. Essai de démographie et de psychologie historiques, 1971.
- Michelle Perrot, Les ouvriers en grève. France 1871-1890, 1971.
- Alain Corbin, Archaïsme et modernité en Limousin au XIXe siècle, 1845-1880, 1975.
- Jean-Claude Perrot, Genèse d’une ville moderne. Caen au XVIIIe siècle, 1975[9].

## Publications
- Histoire économique et sociale de la France, Paris, PUF, 1979 (avec Fernand Braudel).
- Esquisse du mouvement des prix et des revenus au XVIIIe siècle (1933).
- La Crise de l’économie française à la fin de l'Ancien Régime et au début de la Révolution, PUF (1944).

## Reconnaissance
Dans sa préface aux Paysans de Balzac, l'historien Louis Chevalier le cite parmi les historiens-démographes qui « ont trouvé du nouveau à déceler et à utiliser dans cette description de l'économie et des hommes » telle que Balzac l'a chiffrée.